# Eva/Mama
Eva/Mama è un singolo del cantautore italiano Umberto Tozzi, pubblicato su vinile a 45 giri nel 1982. Il 45 giri incontrò un buon successo di pubblico nell'estate di quell'anno.
Le due canzoni sono contenute nell'album Eva dello stesso anno.
Di Mama, Laura Branigan ha fatto anche una cover nel 1983. Una cover in lingua portoghese è stata invece incisa dal gruppo brasiliano Rádio Táxi l'anno dopo.